# Beilen (stacja kolejowa)
Beilen – stacja kolejowa znajdująca się w holenderskim Beilen. Została otwarta 1 maja 1870, zamknięta 15 maja 1938 i ponownie otwarta 1 czerwca 1940 roku. Operatorem stacji znajdującej się na trasie Meppel-Groningen jest Nederlandse Spoorwegen.